# Luís Lopes de Sequeira
Luís Lopes Sequeira (- 4 de Agosto de 1681), cabo de guerra, crioulo, natural de Luanda, filho de Domingos Lopes de Sequeira.
Comandou as forças que venceram o revoltoso Quitequi no Reino de Benguela, em 9 de Agosto de 1679, o rei do Congo na batalha de Ambuíla, dominou o rei de Dongo nas Pedras Negras de Pungo Andongo, em 29 de Novembro de 1671, e ainda o rei de Matamba, caindo morto nesta última acção.